# Elements (музички албум)
Elements је компилацијски албум америчког хип хоп извођача B.o.B-а, објављен 4. новембра 2016. године од стране његове независне издавачке куће No Genre. Албум садржи његова четири свјесна микстејпа из 2015. и 2016. године, којима је назива давао по елементима: WATER, FIRE, EARTH и AIR. У овим микстејповима говорио је о политици и теоријама завјере. Теме микстејпова су његова вјеровања да је Земља равна, да је слетање на Мјесец лажирано, да је 9/11 био посао изнутра, да ће нови свјетски поредак предводити илуминати и да је клонирање познатих одобрено од стране владе Сједињених Држава. Такође је укључио и борбу против потхрањеног стања црних Американаца, полицијске бруталности и америчке изузетности у појединим пјесмама. Компилација је објављена као увод у његов четврти студијски албум и пети наставак Elements серије, Ether. 

## Листе
Албум је на Билбордовој листи независних албума дебитовао на 10 мјесту, док је на првом био албум репера The xx под називом "I See You". На листи Билборд топ хип хоп албума дебитовао је на 18 мјесту, док је на првом мјесту био албум групе Run The Jewels, под називом 2 "Run The Jewels 3". На листи Билборд топ реп албуми дебитовао је на десетом мјесту, док је на првом мјесту такође био албум групе Run The Jewels под називом "Run The Jewels 3".
| Листа(2016)               | најбоља позиција |
| ------------------------- | ---------------- |
| Билборд независни албуми  | 10               |
| Билборд топ хип хоп албум | 18               |
| Билборд топ реп албум     | 10               |

## WATER
WATER (We Are The Enemy Really) је микстејп америчког хип хоп извођача B.o.B-а. Комплетан пројекат је продуцирао B.o.B сам, објављен је 4. децембра 2015. године од стране његове издавачке куће No Genre. Пјесме "Cold Bwoy (Freestyle)", "Purple Mountain" and "Blank Mafia" са микстејпа објављене су са својим видео спотовима.

### Музика и текст
У микстејпу B.o.B репује углавном кроз треп продукцију, док су му текстови о корупцији и опасностима владе. У пјесми "Born to Die", пјева о томе како свијет иде у Пакао и сада кад је славан у стању је да види то све више и више. Док остале познате личности су заслијепљене моћи и новцем да би говорили о томе. У пјесми "Cut Throat" говори о томе да ако говорите против корупције у свијету боље да чувате леђа јер можда умрете природним узроцима.

## Списак пјесама
| №               | Назив                            | Продуценти      | Трајање |  |
| 1.              | Born to Die                      |                 | 3:28    |  |
| 2.              | Cold Bwoy (Freestyle)            |                 | 3:34    |  |
| 3.              | The Crazies!!!                   |                 | 4:10    |  |
| 4.              | Blank Mafia                      |                 | 3:39    |  |
| 5.              | Uncomfortable                    |                 | 3:32    |  |
| 6.              | Hurt                             |                 | 3:56    |  |
| 7.              | Behind Ya Back / Purple Mountain |                 | 5:36    |  |
| 8.              | Cut Throat                       |                 | 8:00    |  |
| Укупно трајање: | Укупно трајање:                  | Укупно трајање: | 31:59   |  |

## FIRE
FIRE (False Idols Ruin Egos) је микстејп америчког хип хоп извођача B.o.B-а. Комплетан пројекат је продуцирао B.o.B сам и објављен је 18. јануара 2016. године преко његове издавачке куће No Genre.
Пјесме "Bend Over", "Excuse Me" и "Summers Day" са микстејпа објављене су са својим видео спотовима.

### Музика и текст
Микстејп је продуциран под разним утицајима фанка, џеза, соула и електронске музике и почиње са вијестима и другим аудио клиповима о смрти проузроковане дрогом и другим трагичним догађајима, наговјештавајући да жели да стигне до дна онога што се дешава у хип хопу и политици. Кроз микстејп, B.o.B. се чини разочараним са стањем у хип хопу.

## Списак пјесама
| №               | Назив           | Продуценти      | Трајање |  |
| 1.              | Bend Over       |                 | 4:58    |  |
| 2.              | Excuse Me       |                 | 2:53    |  |
| 3.              | Mr. Mister      |                 | 3:04    |  |
| 4.              | Summers Day     |                 | 3:45    |  |
| 5.              | False Flag      |                 | 4:03    |  |
| 6.              | King Tut        |                 | 3:02    |  |
| 7.              | Lights Out      |                 | 3:40    |  |
| 8.              | Shhh            |                 | 3:10    |  |
| 9.              | Action News     |                 | 9:00    |  |
| Укупно трајање: | Укупно трајање: | Укупно трајање: | 37:35   |  |

## EARTH
EARTH (Educational Avatar Reality Training Habitat) је микстејп америчког хип хоп извођача B.o.B-а. Комплетан пројекат је продуцирао B.o.B сам, објављен је 22. априла 2016. године, на Дан Земље од стране његове издавачке куће No Genre.
Пјесме "Earthquake" and "$tacks of Dreams" са микстејпа објављене су са својим видео спотовима.

### Музика и текст
Главне теме микстејпа су B.o.B-ово вјеровање да је Земља равна и теорије завјер. У микстејп се говори и о науци, ученим људима и Бараку Обами, такође прича о контроверзним темама као што су астрална пројекција и клонирање.
Пјесма "Flatline Pt.2" проширена и ревизована верзија његове пјесме "Flatline", објављене на његовом профилу на SoundCloud у јануару 2016. године. B.o.B. је раније током године ушао у расправу са физичарем Нилом Деграс Тајсоном, око свог вјеровања да је Земља равна и објавио је пјесму "Flatline", која се односи према науци као према култу. Тајсон му је затим одговорио преко свог нећака, репера Тајсона који је објавио пјесму "Flat To Fact", која је наишла на негативне критике. B.o.B. му је затим одговорио пјесмом "Flatline2", у којој су такође и исјечци Тајсонових научних говора о томе да Земља није равна.

## Списак пјесама
| №               | Назив            | Продуценти      | Трајање |  |
| 1.              | Under the Dome   |                 | 5:08    |  |
| 2.              | $tacks of Dreams |                 | 3:11    |  |
| 3.              | Fck' Science Bro |                 | 4:00    |  |
| 4.              | Dumb             |                 | 3:53    |  |
| 5.              | H.A.A.R.P Music  |                 | 3:17    |  |
| 6.              | PoW WoW          |                 | 3:36    |  |
| 7.              | Break the Rules  |                 | 3:15    |  |
| 8.              | They Live        |                 | 3:00    |  |
| 9.              | Earthquake       |                 | 5:20    |  |
| 10.             | Flatline Pt.2    |                 | 10:00   |  |
| Укупно трајање: | Укупно трајање:  | Укупно трајање: | 31:59   |  |

## AIR
AIR (Art Imitates Reality) је микстејп америчког хип хоп извођача B.o.B-а. Комплетан пројекат је продуцирао B.o.B сам, објављен је 29. августа 2016. године од стране његове издавачке куће No Genre.
Пјесме "Escape", "War Witch" и "Air Bender" са мисктејпа објављене су са својим видео спотовима.

### Музика и текст
Микстејп је базиран госпелеским продукцијским утицајем треп музике. У текстовима говори се о владајућој класи и њиховим пропагандама и недозвољеним и очигледним институцијама. У пјесми "War Witch" напада владајућу класу користећи свој јединствени, потпуно фронтални напад на њихову пропаганду и незаконите али очигледне институције.

## Списак пјесама
| №               | Назив           | Продуценти      | Трајање |  |
| 1.              | Fingerprint     |                 | 3:06    |  |
| 2.              | Air Bender      |                 | 2:54    |  |
| 3.              | Negative Space  |                 | 3:10    |  |
| 4.              | Mercy Me        |                 | 4:25    |  |
| 5.              | Masters of War  |                 | 2:25    |  |
| 6.              | Yung'n          |                 | 4:34    |  |
| 7.              | Bobby Neutron   |                 | 3:09    |  |
| 8.              | Stanley Kubrick |                 | 3:36    |  |
| 9.              | War Witch       |                 | 3:27    |  |
| 10.             | Vultures        |                 | 2:31    |  |
| 11.             | Escape          |                 | 11:00   |  |
| Укупно трајање: | Укупно трајање: | Укупно трајање: | 44:17   |  |